# سیستم‌های حرارتی–برقی خورشیدی
سیستم‌های حرارتی-برقی خورشیدی به سیستم‌هایی گفته می‌شوند که از گردآورندهای حرارتی برای استفاده از منبع خورشیدی عمدتاً یا انحصار برای تولید برق از طریق یک چرخه ترمودینامیکی استفاده می‌کنند این عمل بااستفاده از گردآورنده‌های کم دما میسر است اما عمدتاً به وسیلهٔ گردآورنده‌های خطی یا دایره‌ای با دمای بالاتر انجام می‌شود. اگر قرار باشد که سیکل ترمودینامیکی بوسیلهٔ یک گردآورنده خورشیدی کم دما تغذیه می‌شود. به یک مایع آلی (سیال) با نقطهٔ جوش پایین نیاز داریم اما راندمان پایینی که ناشی از طبیعت سیکل‌های ترمودینامیکی کم دما است. مانع بهره‌برداری تجاری از گردآورنده‌های با تمرکز کم یا تخت است.
برای تولید برق از انرژی خورشیدی کم دما تنها در مورد برکه‌های خورشیدی که به صورت گرداورنده غیر متمرکزکننده و مخزن ذخیره انرژی مرکب عمل می‌نمایند.
این سیستم‌ها ممکن است در نواحی ای که از انرژی دریافتی خورشیدی زیادی برخوردار هستند و در آن نواحی که یک برکه طبیعی وجود دارد یا زمین و آب و نمک به‌وفور وجود داشته و ارزان هستند کاربرد داشته باشند.
آزمایش روی چنین سیستم‌های نمونه‌ای در اسرائیل و چند کشور دیگر انجام گرفته‌است.

## انواع سیستم‌های حرارتی-برقی خورشیدی
1. نیروگاه‌های خورشیدی با استفاده از متمرکز خطی سهموی.
2. نیروگاه‌های خورشیدی با استفاده از بشقاب سهموی.
3. نیروگاه‌های خورشیدی با استفاده از کلکتور مرکزی.
4. نیروگاه‌های خورشیدی با استفاده از دودکش خورشیدی.
5. نیروگاه‌های خورشیدی با استفاده ازکلکتور فرنل.

## نیروگاه‌های خورشیدی خطی سهموی
در حال حاضر نیروگاه‌های خورشیدی با استفاده از متمرکزکنندهٔ خطی سهموی قابل‌توجه‌ترین روش در بین روش‌های حرارتی-برقی برای انرژی تجدیدپذیر است.
این تکنولوژی برای اولین بار در صحرای مجاور کالیفرنیای آمریکا بکارگرفته شد ولی بعدها هم به صورت خورشیدی و هم به صورت هیبرید در کشورهای مانند اسپانیا و مصر و مراکش و عمارات بکارگرفته شد.
این نیروگاه بر اساس ویژگی‌های آب و هوای روزانه کار می‌کنند و حدود ۱۴-۸۰ مگاوات برق تولید می‌کنند.
یک کلکتور خطی سهموی یک آینهٔ سادهٔ سهمی شکل است که اشعهٔ خورشید را از محور طبیعی‌اش به محور خودش منحرف می‌کند. علت نامگذاری به دلیل مقطع سهمی شکل ان است.
شعاع انحنای این آینه‌ها حدود ۱ تا ۴ برابر فاصله کانونی استو نسبت تمرکز متداول چیزی حدود ۸۰ است. ولی با استفاده از مقیاس‌های بزرگتر این مقدار نیز می‌تواند بیشتر باشد.
این آینهٔ سهمی شکل در امتداد محوری کشیده شده‌است که در واقع خط کانون سهمی است.
در محل مذکور یک کلکتور نصب می‌گردد که لولهٔ جاذب نام دارد. ایینه‌ها و لوله‌ها روی یک سازه فولادی نصب می‌گردد تا محکم در جای خود قرار گیرند.
متمرکزکننده خطی سهموی:
متمرکزکننده خطی سهموی نوع عمده سیستم‌های تمرکز خطی است. که از ردیف‌های طولانی از تمرکزکننده‌های که سطح مقطع آن‌ها سهمی است تشکیل شده‌است.
پوشش داخلی منعکس‌کننده انرژی خورشیدی را بر روی یک لوله سیاه که در طول کانون سهمی امتداد یافته و نصب شده‌است متمرکز مینمایند آن‌ها معمولاً
بر روی یک سیستم ردگیری تک محوری سوار شده‌اند که حرکت سمتی و ارتفاعی خورشید را تعقییب مینمایند.
مایعی مانند روغن ویژه انتقال حرارت در درون لوله کانونی در گردش است که انرژی خورشیدی را جمع اوری کرده‌اند و ان را حمل می نماید تا از ان 
برای کاربرد حرارت فرایندی استفاده نمایند یا انکه از ان در سیکل توربین تولید انرژی بهره گیرد.
این سیستم‌ها به‌طور تجاری بوسیلهٔ چندین تولیدکننده ساخته می‌شوند و luz international بزرگترین و سر شناس‌ترین آن‌ها است.
تمرکز بیشتر این سیستم‌ها در مقایسه با سیستم‌های کم دما باعث دمای بالاتر و کارایی بیشتر می‌شوند اما نیاز به ردگیری خورشیدی دارد و تنها از
مولفهٔ تابش دریافتی مستقیم استفاده می‌کنند.
بشقابک سهموی:
یک سطح فضایی است که از دوران یک سهمی به وجود می اید و کانون ان یک نقطه است.
برای اینکه چنین سیستمی کاملاً مؤثر باشد لازم است که این گرداورنده تمام مدت به طرف خورشید نشانه‌گیری شود و در نتیجه مکانیسم ردگیری دو محوری  نیاز دارد 
انرژی حرارتی را می‌توان با کمک یک سیال مناسب در ناحیه کانونی جمع اوری کرد و این انرژی را یا به سیکل ترمودینامیکی جدا از گرداورنده منتقل نمود.
دریافت‌کننده مرکزی معادل یک بشقابک بزرگ سهموی است . مجموعه‌ای از ایینه‌هایی که به‌طور جداگانه انرژی خورشیدی را منعکس و متمرکز می‌کنند هلیوستات نامیده می‌شود.
انرژی توسط یک مبدل حرارتی که در روی یک برج نصب شده‌است و گیرنده نام دارد جذب می‌شود.
یک کامپیوتر هر یک از هلیوستات‌ها را طوری کنترل می‌کند که زاویه بین خورشید و گیرنده را همیشه نصف می‌کند. اندازه و درجه حرارت این سیستم‌ها به اسانی با بویلرهای بخاری صنعتی و نیروگاهی قابل قیاس هستنند.

## نکات مثبت
1. می‌توان در مواقعی که نور خورشید در دسترس نیست از انرژی ذخیره شده بهره جست.
2. در روزهای گرم و طولانی تابستان یک نیروگاه خورشیدی با استفاده از متمرکزکننده سهموی می‌توان حدود ۱۰ تا ۱۲ ساعت با توان نامی خود کار می‌کند.

البته امروزه سعی بر این است که نیروگاه‌های جدید به صورت هیبرید ساخته شوند تا از یک میدان فسیلی به عنوان منبع پشتیبان در زمان‌های عدم تابش نور خورشید کافی استفاده کنند.

## مزایای استفاده از سیستم‌های حرارتی-برقی خورشیدی
1. عدم نیاز به شبکه سراسری برق.
2. حفظ منابع تجدیدناپذیر و ذخیرهٔ انها.
3. حفظ محیط زیست و جلوگیری از الودگی هوا.
4. تأمین برق در ناطق دور افتاده و مکان‌هایی که ارزش سیم‌کشی و کابل کشی ندارند.
5. کاهش بسیار زیاد هزینه‌های تعمییر و نگهداری.
6. صرفه جویی بسیار در هزینهٔ برق مصرفی.
7. پیکربندی و نصب اسان در هر محل.